# Tunnskalig havsmandel
Tunnskalig havsmandel (Philine infortunata) är en snäckart som beskrevs av Henry Augustus Pilsbry 1895. Tunnskalig havsmandel ingår i släktet Philine och familjen havsmandelsnäckor. Arten är reproducerande i Sverige.